# Piaggio P.108
П'яджо P.108 (італ. Piaggio P.108) — італійський чотиримоторний важкий бомбардувальник часів Другої світової війни. Єдиний серійний важкий бомбардувальник, що використовувався Regia Aeronautica. Міг змагатись з важкими бомбардувальниками союзників в льотних характеристиках, але через малу кількість виготовлених машин не зміг серйозно вплинути на хід бойових дій.

## Історія виготовлення
В 1938 році на озброєнні італійських ВПС були тільки середні дво- і тримоторні бомбардувальники, які не могли діяти на великих відстанях і переносити декілька тон бомб. Тому була ініційовано конкурс на виготовлення важкого чотирьох-моторного бомбардувальника здатного доправляти 2000 кг бомб на відстані більше 4000 км. Максимальна швидкість теж мала бути високою — 500 км/год. Окрім конкурсу італійське командування планувало купити ліцензію на виробництво Boeing B-17, але на неї не вистачило коштів.
Але в оголошеному конкурсі взяло участь п'ять італійських компаній, при чому компанія Piaggio вже мала досвід конструювання важких бомбардувальників. В 1937-38 році вона випустила два прототипа чотирьох-моторного бомбардувальника P.50, який не був прийнятий на озброєння. Тому конструктор Джовані Касірагі досить швидко розробив проект літака P.108, при цьому відразу в двох варіантах — бомбардувальному P.108B і пасажирському P.108C.
Прототип з двигунами Piaggio P.XI RC40 потужністю 1000 к.с. піднявся в повітря 24 листопада 1939 року, і вже тоді фірма отримала замовлення на перші 12 серійних літаків. Загалом було виготовлено 35 P.108.

## Основні модифікації

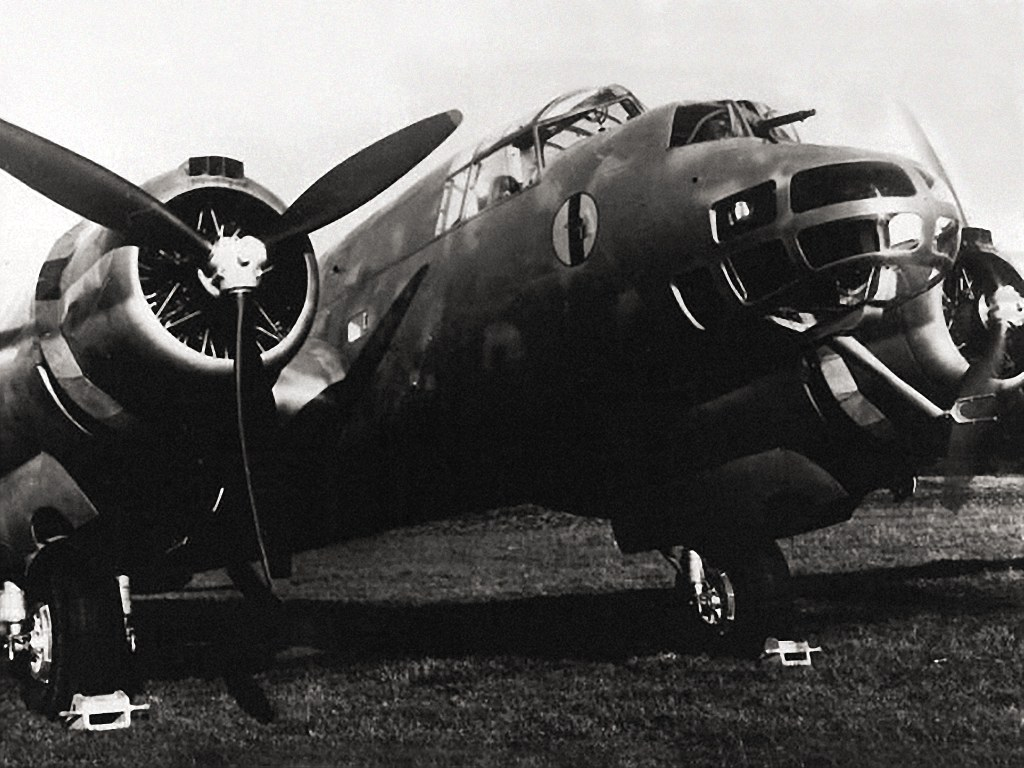
Носова частина P.108B

- P.108B — основна бомбардувальна модифікація оснащена 18-ти циліндровими двигунами Piaggio P.XII RC35 потужністю 1500 к.с. (на перших трьох стояли слабші Piaggio P.XI RC40). Захисне озброєння складалось з шести 12,7 мм кулеметів (по два в дистанційно керованих турелях розміщених на зовнішніх двигунах, один в носовій частині і один в висувній нижній установці) і двох 7,7 мм кулеметів в бічних вікнах (з часом були замінені на 12,7 мм.) Маса бомбового навантаження — до 3500 кг. (7 × 500 кг бомб) Екіпаж — 8 осіб. (24 екз.)
- P.108A — прототип літака з 102-мм гарматою з барабанним заряджанням. Випробовувався в березні 1943 року.
- P.108С — пасажирська модифікація. (6 екз.)
- P.108T — військово-транспортний літак. Виготовлено близько 12, в тому числі перероблені з P.108B.

## Тактико-технічні характеристики

### Технічні характеристики
- Довжина: 22,92 м
- Висота: 5,2 м
- Розмах крила: 32,0 м
- Площа крила: 135,34 м ²
- Маса порожнього: 17 320 кг
- Максимальна злітна маса: 29 500 кг
- Двигун: 4 × Piaggio P.XII RC35
- Потужність: 4 × 1500 к. с.

### Льотні характеристики
- Максимальна швидкість: 415 км/год
- Практична дальність: 3250 км
- Практична стеля: 8050 м

## Історія використання
P.108B надходили на озброєння 274-ї ескадрильї дальніх бомбардувальників, яка була сформована в червня 1941 року. Впровадження нового літака йшло повільно і супроводжувалось аваріями і катастрофами. Зокрема, 7 серпня 1941 року в катастрофі на одному з перших P.108B загинув Бруно Муссоліні — син Беніто Муссоліні. Його літак летів надто низько і врізався в будинок, сам Бруно помер пізніше від отриманих травм. 25 березня 1942 року розбився ще один літак.
Перший бойовий виліт теж не можна назвати вдалим. 28 червня 1942 року 5 P.108B вилетіли на місію до Гібралтару, один з них повернувся відразу повернувся на базу через несправність, ще три на зворотному шляху були змушені здійснити вимушену посадку в Іспанії, і тільки один виконав місію повністю. Наступні чотири місії теж були до Гібралтару, і були успішнішими — один P.108B було втрачено, ще один здійснив вимушену посадку в Алжирі.
З 11 листопада 1942 року 274-а ескадрилья залучалась до нальотів на плацдарми військ союзників в Північній Африці. В ході 13 місій було здійснено 27 літако-вильотів, після втрати трьох P.108B, що складало половину боєздатних літаків ескадрильї, останню відкликали 20 січня 1943. Наступний період активності наступив 11 липня 1943 року, коли декілька днів P.108B бомбили флот вторгнення на Сицилію. Останній бойовий виліт відбувся 7 вересня 1943 року, коли 2 P.108B відправились бомбардувати кораблі союзників біля узбережжя Калабрії.
Після капітуляції Італії Німеччина захопила 14 P.108 (8 P.108B, 1 P.108A і 5 P.108С), а також добудувала ще декілька P.108T на заводі Piaggio. В Люфтваффе P.108 використовувались як транспортні.